# Sundini
Sundini è la sezione settentrionale dello stretto che separa le isole di Streymoy ed Eysturoy nelle Isole Faroe. La sezione meridionale dello stretto si chiama Tangafjørður.

## Nome
Sund è la parola faroese per stretto. Sundini è il plurale di Sund, quindi tradotto come stretto in italiano.

## Geografia
Il Sundini separa Streymoy e l'Eysturoy settentrionale. A nord, al confine con il golfo di Eiðisflógvi (parte dell'Oceano Atlantico), Sundini inizia tra Tjørnuvík e Eiðiskollur (vicino a Eiði). Si fonde con lo stretto molto più ampio di Tangafjørður tra Norðuri í Sundum (Kollafjørdur) e Morskranes. La sua lunghezza è di 25 km. Il punto più profondo è a nord-ovest di Morskranes a 75 metri sotto il livello del mare. Sundini nel suo punto più largo, intorno a Selatrað, misura 1,9 km. Il punto più basso e stretto si trova a Við Streymin  sotto il ponte Streymin. È anche il punto più stretto tra due isole qualsiasi delle Isole Faroe.  Si tratta di una sezione dragata mantenuta alla profondità di 4 metri per consentire alle piccole imbarcazioni di navigare tra nord e sud. Tuttavia, queste possono passare solo in acque stagnanti a causa delle correnti di marea fino a 12 nodi in questo punto.
La complessa batimetria del Sundini e del Tangafjørður, con molte aree isolate che superano la profondità si 50 metri, è interrotta da sezioni poco profonde create dalla glaciazione durante l'era glaciale di Weichselien. L'area di Við Streymin costituisce un antico spartiacque di drenaggio glaciale dove le acque si dividono in un flusso verso nord e verso sud. Nei limiti settentrionali vicino a Eiði una soglia glaciale (morena terminale sommersa) profonda 10 metri limita l'afflusso di acqua ossigenata, aumentando così l'attività biologica in questa sezione. La glaciazione ha anche causato la formazione di diverse insenature all'interno o al confine con Sundini, come Kollafjørður, i fiordi Skálafjørður, le baie di Hvalvík e Tjørnuvík, così come la valle di Saksunardalur. A sud confina con gli stretti Kollafjørður e Tangafjørður, che confinano con i fiordi Kaldbaksfjørdur e Skálafjørður.
I villaggi su Streymoy sono, da nord a sud: Tjørnuvík, Haldórsvík, Langasandur, Nesvík, Hvalvík, Streymnes, Við Áir, Hósvík e il quartiere Norðuri í Sundum di Kollafjørdur. Il lato Eysturoy ospita Eiði, Ljósá, Svínáir, Norðskáli, Oyrarbakki, Oyri, Selatrað e Morskranes. La regione Sundalagið deve il suo nome al Sundini, sebbene i villaggi Selatrað e Morskranes non siano tradizionalmente considerati parte di questa regione. Il Sundini è delimitato da quattro comuni: Sjóvar, Tórshavn, Sunda e Eiðis.

## Trasporti
Dal 1973 entrambi i lati del Sundini sono stati collegati dal ponte Streymin, in precedenza l'unico collegamento fisso tra Streymoy ed Eysturoy. Nel dicembre 2020 è stato aperto un secondo collegamento, il Tunnel dell'Eysturoy, che fornisce un percorso molto più breve tra Tórshavn e il sud di Eysturoy. Fino al 1973 esisteva un traghetto ('Sundaferjan') tra Oyri e Streymnes, mentre il traghetto Hósvík-Selatrað ha continuato ad operare fino al 1976, anno in cui è stato aperto il Norðskálatunnilin e per la prima volta ha offerto un collegamento stradale tra l'Eysturoy meridionale e settentrionale. Un traghetto per auto operava tra Strendur, Toftir e Tórshavn fino all'inizio degli anni 2000.
Quasi tutte le coste di Sundini sono parallele alle autostrade. L'autostrada nazionale n. 10 va da Tórshavn, via Kollafjørður, a Oyrarbakki, dove prosegue verso l'Eysturoy meridionale e Klaksvík. Le autostrade nazionali n. 54 e 23 corrono a nord dal ponte Streymin a Tjørnuvík e Eiði rispettivamente. L'autostrada n. 65 va da Selatrað a Strendur. La sezione Oyri-Selatrað è costituita da scogliere verticali e non ha collegamenti stradali. La società Strandfaraskip Landsins offre collegamenti in autobus con tutti i villaggi tranne Oyri, mentre i servizi di autobus municipali operano a Kollafjørður e Sunda.